# Thorstein Kråkenes
Thorstein Kråkenes, norveški veslač, * 3. april 1924, † 17. september 2005.
Kråkenes je za Norveško nastopil na Poletnih olimpijskih igrah 1948 in 1952.
V Londonu je kot član norveškega osmerca osvojil bronasto medaljo
Na OI 1952 je nastopil v četvercu brez krmarja.